# Ida (film)
Ida je koprodukcijski dramski film iz leta 2013, ki ga je režiral Paweł Pawlikowski in zanj tudi napisal scenarij skupaj z Rebecco Lenkiewicz. Dogajanje je postavljeno na Poljsko leta 1962, ko je mlada ženska tik pred prisego za katoliško nuno. Med nacistično okupacijo je osirotela, njena edina sorodnica je teta, državna tožila v času komunizma, ki ji pove, da so bili njeni starši Judje. Skupaj se odpravita na potovanje po poljskem podeželju, da bi razkrili usodo njene družine.
Kritiki so film označili za »strnjeno mojstrovino« in »strašljivo lep cestni film«, ki »vsebuje ogromno krivde, nasilja in bolečine«, čeprav nekateri zgodovinski dogodki (nacistična okupacija Poljske, holokavst in stalinistično obdobje) niso izrecno omenjeni: »nič od tega ni povedano, toda vse je vgrajeno v ozračje filma z mrtvo in redno poseljeno pokrajino«.
Film je bil premierno prikazan 7. septembra 2013 na Mednarodnem filmskem festivalu v Torontu, štiri dni kasneje pa v poljskih kinematografih. Kot prvi poljski film je osvojil oskarja za najboljši tujejezični film. Osvojil je tudi evropsko filmsko nagrado za najboljši film in nagrado BAFTA za najboljši tujejezični film. Leta 2016 je bil izbran za 55. najboljši film 21. stoletja po anketi 177 svetovnih filmskih kritikov.

## Vloge
- Agata Kulesza kot Wanda Gruz
- Agata Trzebuchowska kot Anna / Ida Lebenstein
- Dawid Ogrodnik kot Lis
- Adam Szyszkowski kot Feliks Skiba
- Jerzy Trela kot Szymon Skiba
- Joanna Kulig kot pevka